# Frank Watts
Frank William Watts (* 13. Juni 1929 in Kensington and Chelsea, London, Vereinigtes Königreich; † 5. März 1994 ebenda) war ein britischer Kameramann und Präsident der British Society of Cinematographers.

## Leben und Wirken
Watts kam 1950 als Kameraassistent (sog. focus puller) zum Film. Seit Mitte der 1950er Jahre wirkte er als Kameraassistent, ab 1967 als Chefkameramann. Bereits in jungen Jahren war der Brite an beliebten britischen Fernsehserien wie Sir Francis Drake, Simon Templar und Der Baron beteiligt.
Während des Drehs zur letztgenannter Krimiserie avancierte Frank Watts 1967 zum Chefkameramann. Watts blieb der TV-Serienarbeit weiterhin verbunden, unternahm aber auch hin und wieder Ausflüge zum Kinofilm. Dort gelang ihm 1983 ein schöner Erfolg mit der amüsanten und von der Kritik sehr gelobten Produktion Rita will es endlich wissen. In späteren Jahren arbeitete er daraufhin auch in den USA. Mit dem Erreichen des 60. Lebensjahres zog sich Watts ins Privatleben zurück.
Von 1984 bis 1986 stand Frank Watts als Präsident der British Society of Cinematographers vor.

## Filmografie
- 1967: Der Baron (The Baron, 4 Folgen)
- 1968: Mit Schirm, Charme und Melone (The Avengers, eine Folge)
- 1968–69: The Champions (TV-Serie, 29 Folgen)
- 1969–70: Department S (22 Folgen)
- 1969–70: Randall & Hopkirk – Detektei mit Geist (Randall & Hopkirk, 4 Folgen)
- 1971–72: Jason King (26 Folgen)
- 1972–73: Gene Bradley in geheimer Mission (The Adventurer, 26 Folgen)
- 1973–74: Kein Pardon für Schutzengel (The Protectors, zwei Folgen)
- 1976: The Day After Tomorrow
- 1976: Intimate Games
- 1976–77: Mondbasis Alpha 1 (Space: 1999, 44 Folgen)
- 1978–79: Simon Templar – Ein Gentleman mit Heiligenschein (Return of the Saint, 24 Folgen)
- 1980: Rising Damp
- 1980: Gefrier-Schocker (Hammer House of Horror, TV-Serie)
- 1981: Die Manions aus Amerika (The Manions of America, Fernsehdreiteiler)
- 1982: Die Profis
- 1982: Rita will es endlich wissen (Educating Rita)
- 1983: Helen Keller: The Miracle Continues
- 1984: Hammer House of Mystery and Suspense (TV-Serie)
- 1984: Spiel mit der Angst (Rearview Murder)
- 1984: Flucht zurück (Martin’s Day)
- 1985: D.A.R.Y.L. – Der Außergewöhnliche
- 1985: Ich war seine Frau – und wurde sein Opfer (Deadly Intentions)
- 1986: Firefighter
- 1986: Houston: The Legend of Texas
- 1986: Der Spur des Bösen (Deadly Deception)
- 1985: I-Mann – Die Kampfmaschine aus dem All (I-Man)
- 1987: Cold Silence
- 1987: Wagnis der Liebe (A Hazard of Hearts)
- 1987: Hostage
- 1988: Cops im Zwielicht (Internal Affairs)
- 1989: Act of Will (TV-Mehrteiler)
- 1989: McCloud rechnet ab (The Return of Sam McCloud) (Fernsehfilm)

## Einzelnachweis
1. ↑  laut findmypast.co.uk, basierend auf dem britischen Geburtenregister. Catacombs.space1999net gibt „1930“ als Watts’ Geburtsjahr an